# Monte Piana
A Monte Piana egy 2324 méter magas kettős hegyplató a Dolomitokban, Olaszország Trentino-Alto Adige régiójában, Dél-Tirol és Belluno megye határán. Teteje alapvetően lapos fennsíkot képez. Két csúcsa van, a 2305 m magas északit (főleg osztrák források) megkülönböztetésül Monte Piano néven említik. A Sexteni Dolomitok nyugati peremén fekszik, a Misurina-tótól északra, Schluderbach (Carbonin) turistaközpont fölött. A Höhlenstein-völgy déli kijáratát keletről lehatárolja. Kiváló stratégiai helyzete miatt az első világháború idején heves harcok színterévé vált, a frontvonal a két csúcsot elválasztó szakadékban húzódott.

## Fekvése

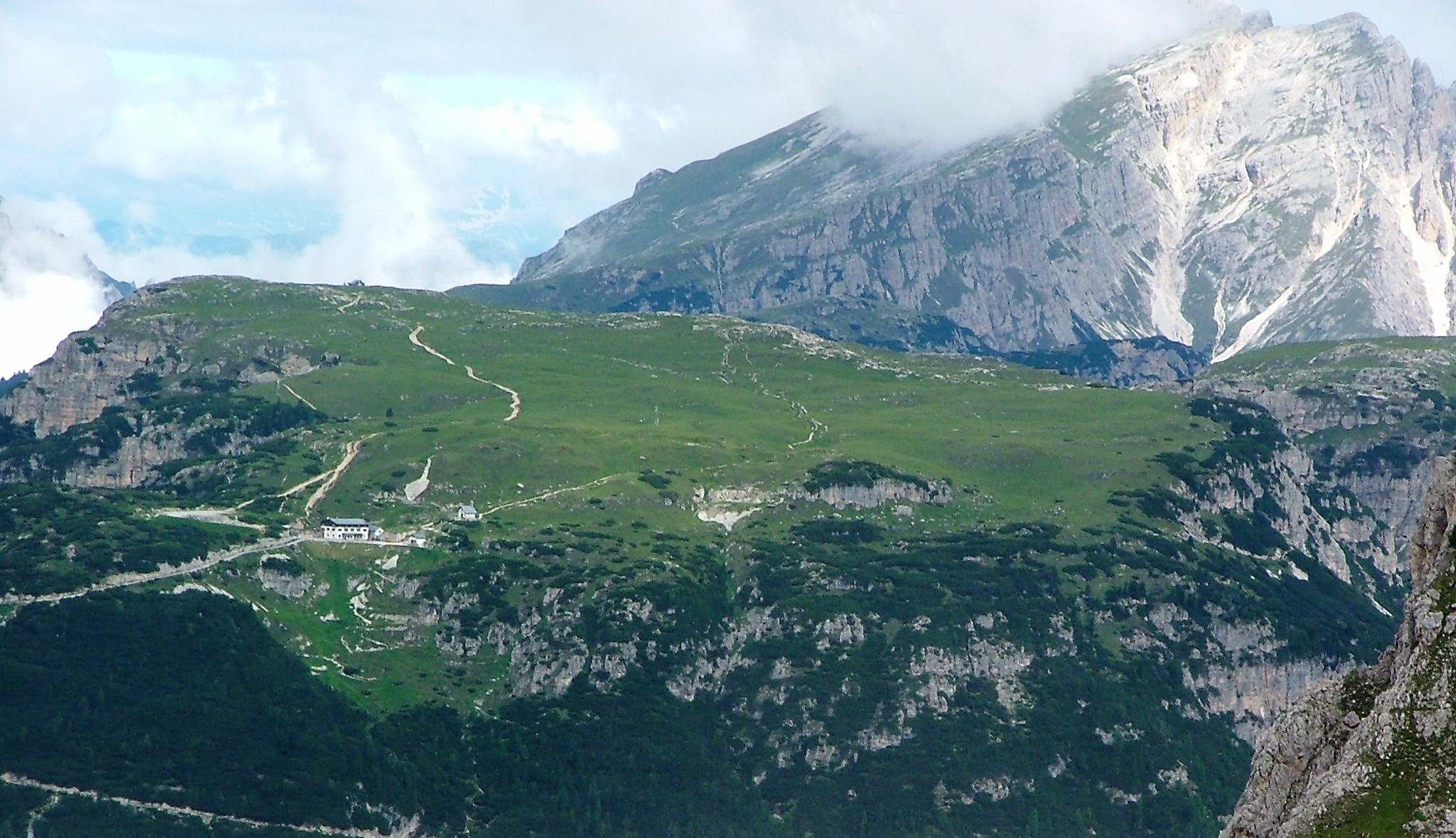
A plató északkeletről (balra a M. Piana, a Bosi-menedékház, jobbra a M. Piano)

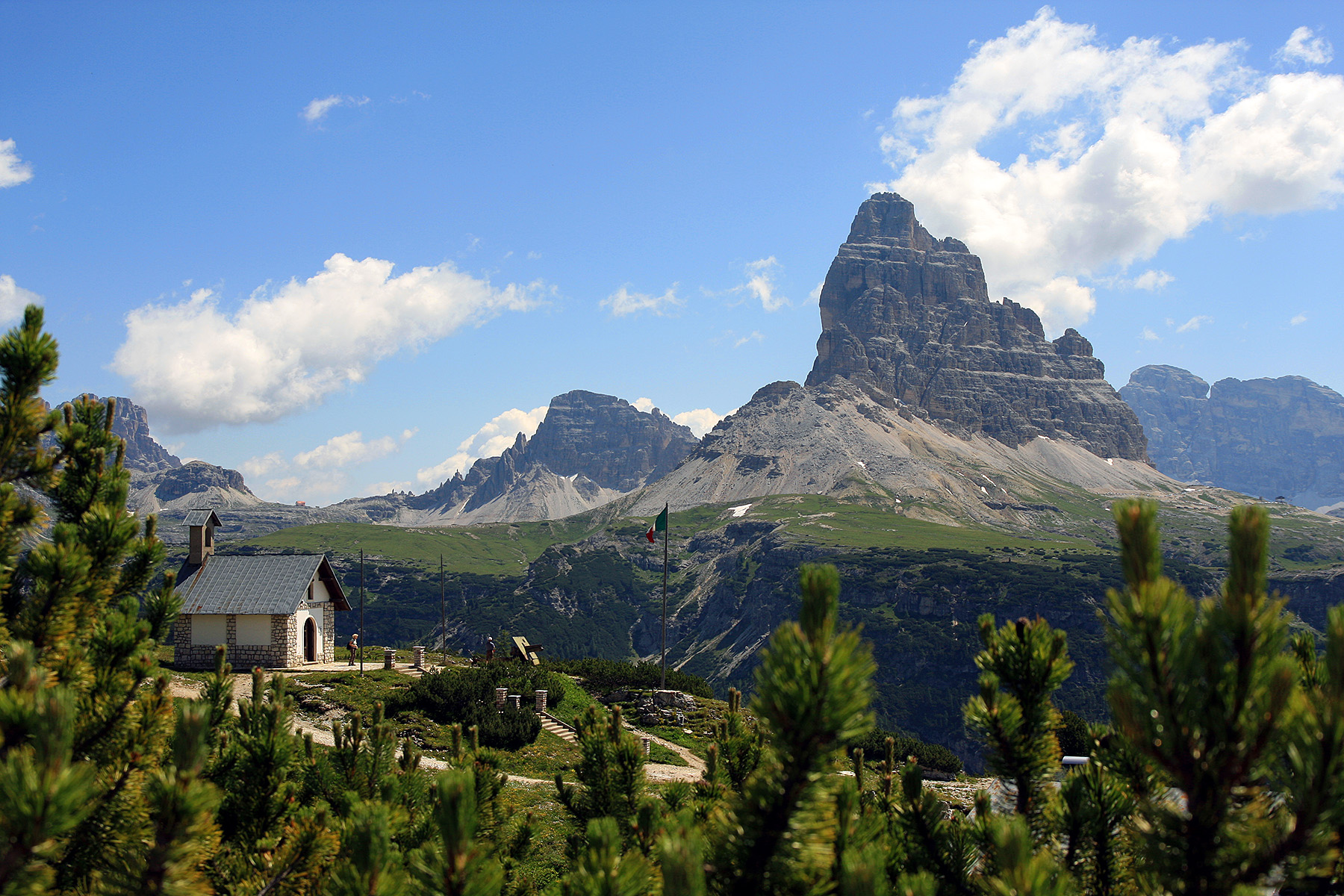
Kápolna a platón (háttérben a Drei Zinnen, keletről)

A lapos tetejű hegyplató a Sexteni-Dolomitokat nyugatról határoló Höhlenstein-völgy (Valle di Landro) déli szakaszán a völgy keleti frontját alkotja, az SS 51 és SS 48bis sz. főútvonalak elágazásánál, Schluderbach résztelepülés és turistaközpont fölött. A hegy keleti lábánál a Höhlenstein-völgyben fekszik a Dürren-tó (Lago di Landro), mellette az első világháborús Landro-erőd. A hegyet északkeleten a Rienz folyó völgye, keleten a Rinbianco-völgy, délkeleten a Antorno-tó völgye, délnyugaton a Popena-völgy határolja.
A lapos tetejű hegynek két csúcsa van, tulajdonképpen két széles dombhát a fennsíkon. A nagyobb területű és magasabb délkeleti csúcs a szűkebb értelemben vett Monte Piana 2324 m magas, a kisebb területű északkeleti csúcs, a gyakran Monte Pianónak nevezett északi csúcs valamivel alacsonyabb (2305 méter). A két csúcsot a Forcella dei Castrati nevű szakadék (2200 m) vágja el egymástól, amely kelet felé a Vallona dei Castrati völgybe szalad ki.
A magányosan álló „kétfejű” hegytömb tetejéről körkörösen belátható és ellenőrizhető az egész környező hegyvidék: Északon a Rautkofel Monte Rudo) és a Haunold (Baranci) hegycsoport, nyugaton a Höhlenstein-völgy, amelyben a Toblachból Cortina d’Ampezzóba vezető SS51 főút halad. (A heggyel szemben, a Höhlenstein-völgy túlsó, nyugati oldalát a Pragser-Dolomitokhoz tartozó 2839 m magas Dürrenstein (Picco di Vallandro). Délen a Cristallo csoportja és a Misurina völgy, délkeleten a Cadini hegycsoport. Déli irányban távolabb látható a Sorapiss hegycsoport főgerince, amely Cortinától délkeletre fekszik.
A hegy tetejéről kelet felé belátható a Drei Zinnen hármas hegycsúcs egész környezete (Paternkofel, Toblinger Knoten), északkeleten a Bödenalpe-csoport. Ez a körkilátás az első világháborúban mindkét hadviselő fél számára stratégiai fontosságú hadicéllá tette a platót.

## Történelme

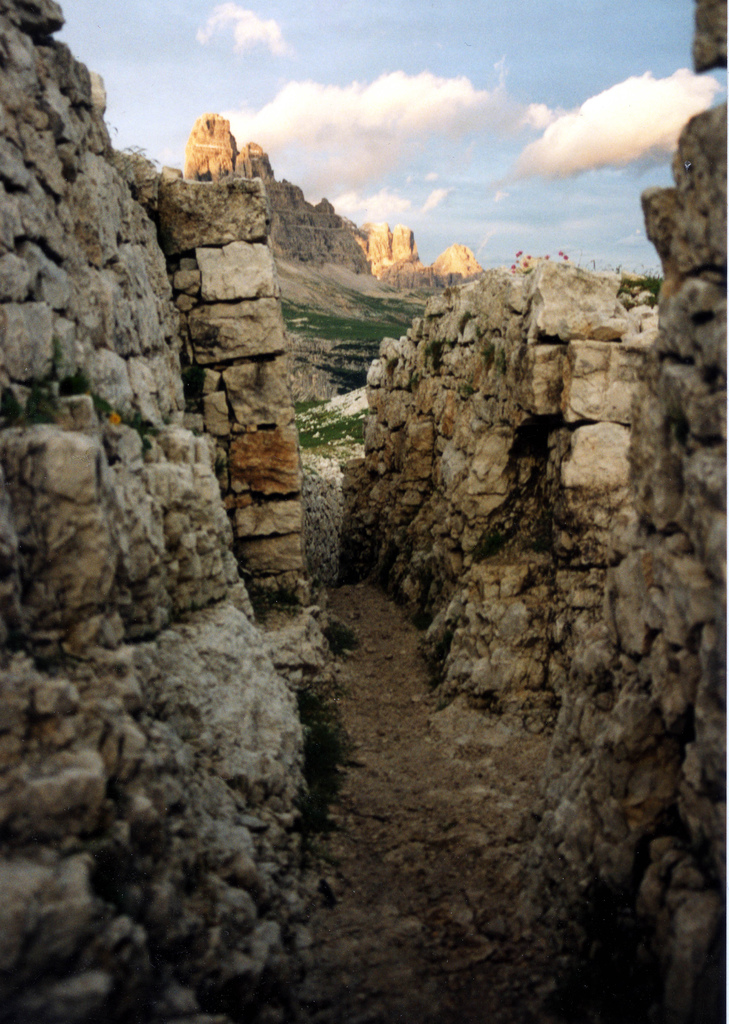
Olasz lövészárkok a Monte Pianán (háttérben a Drei Zinnen)

A hegy nevét először egy II. Ottó német-római császár által 970-ben egy innicheni kolostor számára kiállított latin nyelvű adománylevelében fordul elő, Monteplana, azaz lapos hegy formában.
Az 1753-as roveretói szerződés, amelyet Mária Terézia és Marco Foscarini dózse kötött, több határmódosításról döntött, többek között a Monte Piana kettéosztásáról, a Rienz völgyének Ausztriához csatolásáról.
Tirol a napóleoni háborúk során, az 1805-ös pozsonyi béke értelmében bajor megszállás alá került, 1809-ben a francia csatlós Itáliai Királysághoz csatolták, 1815-ben a Habsburg Birodalom visszaszerezte. A Lombard–Velencei Királyság létrehozásával Tirol a birodalom belsejébe került.
1866-ban, a porosz–osztrák–olasz háborút lezáró prágai és bécsi békeszerződésekben a Habsburg Birodalom – az olaszok katonai veresége ellenére – lemondani kényszerült Veneto és Friuli tartományokról. Az új határvonal itteni szakasza nagyjából a mai Dél-Tirol és Belluno megye határvonalára került. Az osztrák–olasz közös határkijelölő bizottságban azonban az osztrákok – katonai győzelmük révén – kikényszerítették, hogy a határ menti összes stratégiai fontosságú magaslat osztrák kézben maradjon. A bizottság csak a Monte Piana esetében döntött másképp, itt az 1753-as roveretói szerződésben meghatározott határvonalat (a hegy kettéosztását) fogadták el. A plató déli fele az olaszok előretolt katonai figyelőállásává vált.
Az 1871-es porosz–francia háború után az olasz expanziós törekvések látszólag alább hagytak, a békés évek kedveztek a Dolomitok felé irányuló turizmusnak (Lienz és Toblach között megépült a Puster-völgyi vasútvonal). A háborús készülődés azonban tovább folyt. A kedvelt turistacéllá avanzsált Monte Pianót a katonai hatóságok néhány év után lezárták a civilek elől. Schluderbach fölött záróerődöt építettek. A Landro-erőd (Werk Landro) lezárta a Höhlenstein-völgy (Landro-völgy) déli bejáratát és a Toblach felé vezető utat. A Landro-erődöt a Rautkofel (Monte Rudo) és a Strudelköpfe (Monte Specie) csúcsán telepített tüzérség védelmezte. A Monte Pianán álló olaszok mozgását dél felől a 3221 m magas Monte Cristallo, észak felől a 2848 m magas Bullköpfe csúcsán telepített osztrák figyelőállások tartották szemmel. A Monte Piana köré minden irányban osztrák tüzérségi ütegállásokat telepítettek: északon a Landro-erőd, nyugat felől a Plätzwiese (Prato Piazza), északkeleten a Schwabenalpenkopf (Torre dei Scarperi) és a Toblingerknoten Torre di Toblin) tüzérsége tartotta sakkban a Monte Pianát és a Misurina felől jövő hadiutat.

## Az első világháborúban

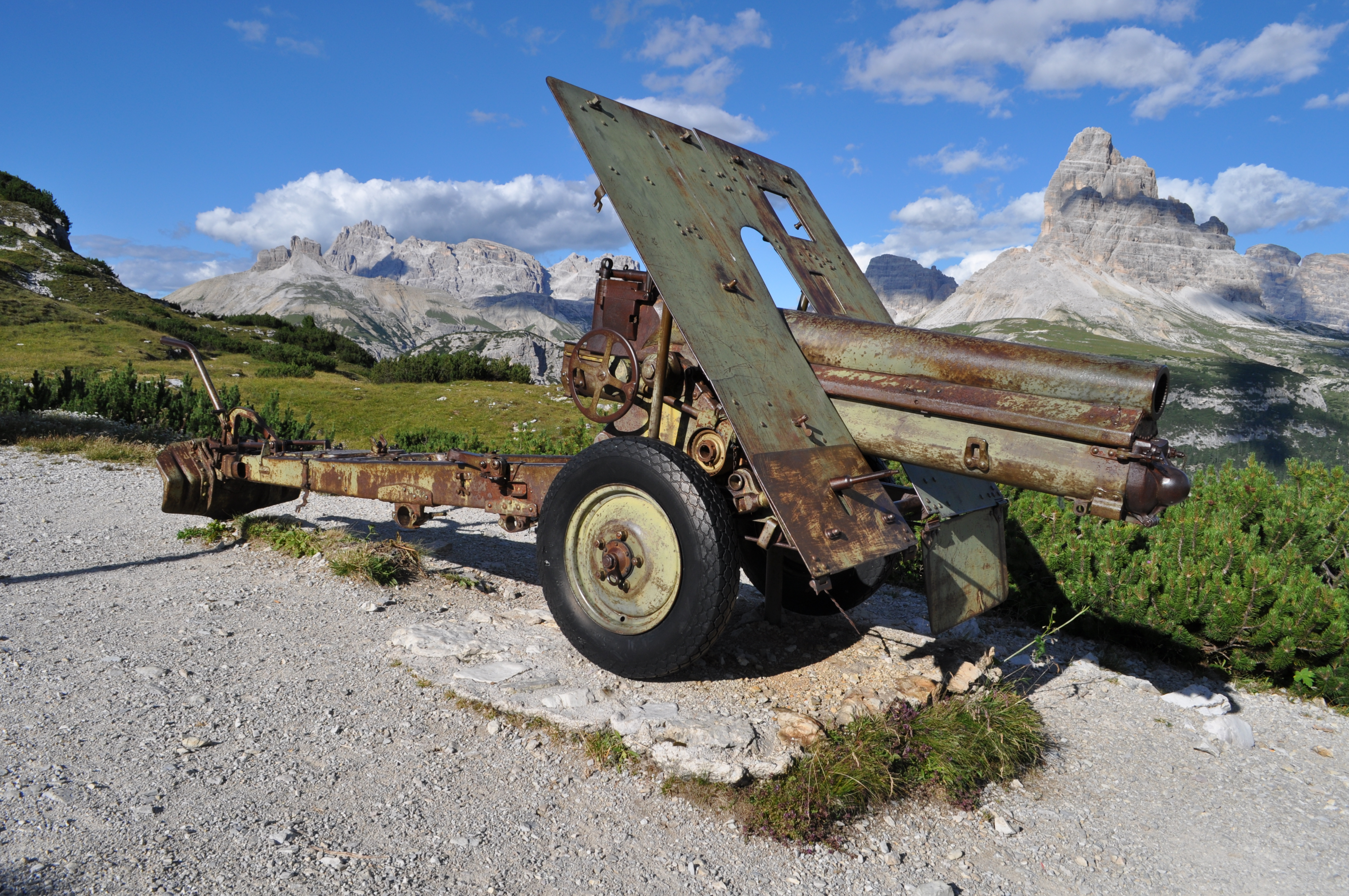
100 mm-es osztrák–magyar Skoda hegyi tarack a platón

1915. május 23-án Olaszország hadba lépett az Osztrák–Magyar Monarchia ellen. Haditervük azonnali offenzívát irányzott elő a Höhlenstein-völgyön keresztül Toblach felé. Ha áttörnek a Puster-völgybe, megnyílt volna az útjuk Lienz és a Brenner-hágó felé. A osztrák védelmet már korábban a magas hegyekbe koncentrálták. Az északi platót, a Monte Pianót osztrák népfelkelő lövészek (Standschützen) foglalták el, a nagyobb és magasabb déli platón, a Monte Pianán már május 24-én megjelentek az első olasz hegyivadászok (Alpini).
Ludwig Goiginger altábornagy, a Puster-völgyi hadosztály (k.u.k. XXIV. hadtest) parancsnoka június 7-én éjszakai támadást rendelt el a déli plató elfoglalására, még mielőtt az olaszok megerősíthetnék állásaikat, vagy erősebb tüzérséget vontathatnának a hegytetőre. Két különítmény, Wilhelm Bernhard alhadnagy, hegyi vezető irányításával Schluderbachból indulva megmászta a hegyet, és hajnalban megrohanta az olasz állásokat. A déli plató közepéig (kb. a mai Carducci-emlékműig) sikerült előrenyomulniuk, csak a Lavaredo-nyeregben (a mai Auronzo-menedékháznál) felállított ütegek tüze tudta megállítani őket. Amikor az olasz erősítés is feljutott a hegyre, az osztrákokat hátrébb vonták. Július közepén több olasz ellentámadást hajtottak végre, amelyek során az osztrákokat sikeresen visszaszorították az északi platóra, de a Castrati-szakadék északi peremét nem tudták birtokba venni. A helyzet stabilizálódott. Mindkét fél jelentős erősítéseket küldött a hegyre, a Standschützen helyét császárvadászok vették át. A küzdelem változó hevességgel folyt 1916-ban is, gyakorlati eredmény nélkül. Mindkét fél súlyos veszteségeket szenvedett. A téli hónapokban szüneteltek a rohamok, ekkor a kegyetlen téli időjárás (-42 °C) szedte áldozatait. Az utolsó támadást két nappal a caporettói áttörés előtt, 1917. október 22-én indították az osztrákok, a német Alpesi hadtest (Alpenkorps) katonáinak támogatásával. Ezt még aznap olasz ejtőernyősök és hegyivadászok ellentámadása követte. A caporettói összeomlás nyomán azonban 1917. november 3-án az összes olasz egységet visszavonták a Monte Pianáról. A világháború után, az 1919-es saint-germaini békeszerződés értelmében a Landro-völgy, egész Dél-Tirollal együtt az Olasz Királysághoz került.

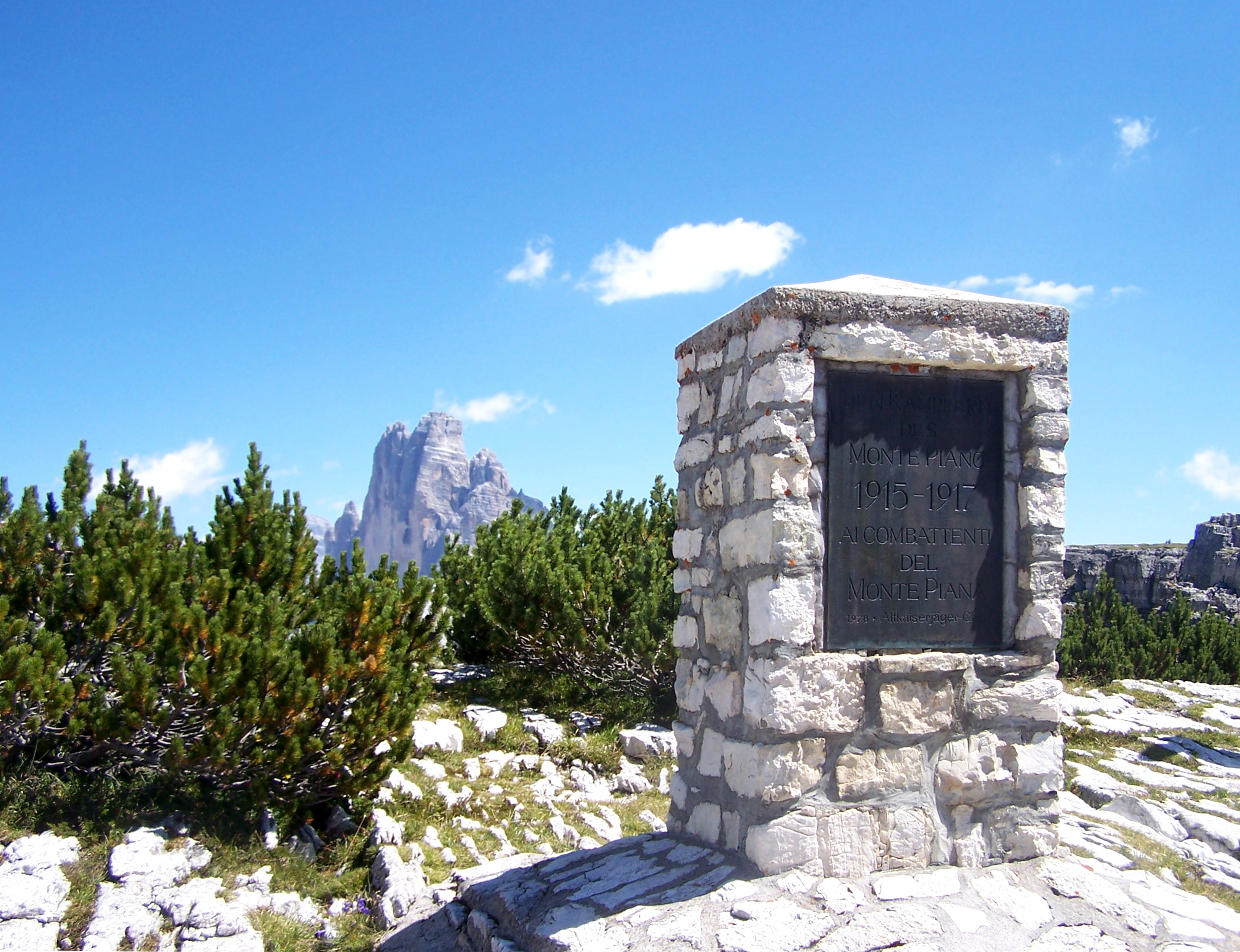
Osztrák és olasz katonák emlékműve (háttérben a Drei Zinnen)

A háború nyomai az egész platón máig megtalálhatók. A front mindkét oldalán, egymástól csak néhány méterre, sziklába vágott állások, lövészárkok, alagutak, lépcsők és aknajáratok őrzik a harcok emlékét. 1977–1982 között a Dolomitok Baráti Egyesülete (Verein der Dolomitenfreunde) történelmi tanösvényt épített ki a platón fennmaradt háborús emlékek között.

## Megközelítése
A hegy lapos tetejének alacsonyabb, déli részén, 2205 méter magasan épült Angelo Bosi-menedékházhoz a legegyszerűbben déli irányból, az első világháború alatt kiépített régi makadámúton lehet feljutni, amelyet a hegy keleti oldalába vágtak. Ez az út az Antorno-tótól indul, a civil gépjárműforgalom elől hivatalosan el van zárva, csak hatóságok és engedélyezett üzleti fuvarozók használhatják. A keskeny és veszélyes szerpentinúton végig a Drei Zinnen és környékének panorámáját élvezheti az utazó. Ugyanennek az útnak egy másik, szintén fizetős szakasza a tótól tovább vezet a Drei Zinnen alatti autóparkolóhoz, az Auronzo-menedékházhoz. Az Antorno-tóhoz a Tre Croci-hágóra vezető 48bis főútról lehet eljutni.

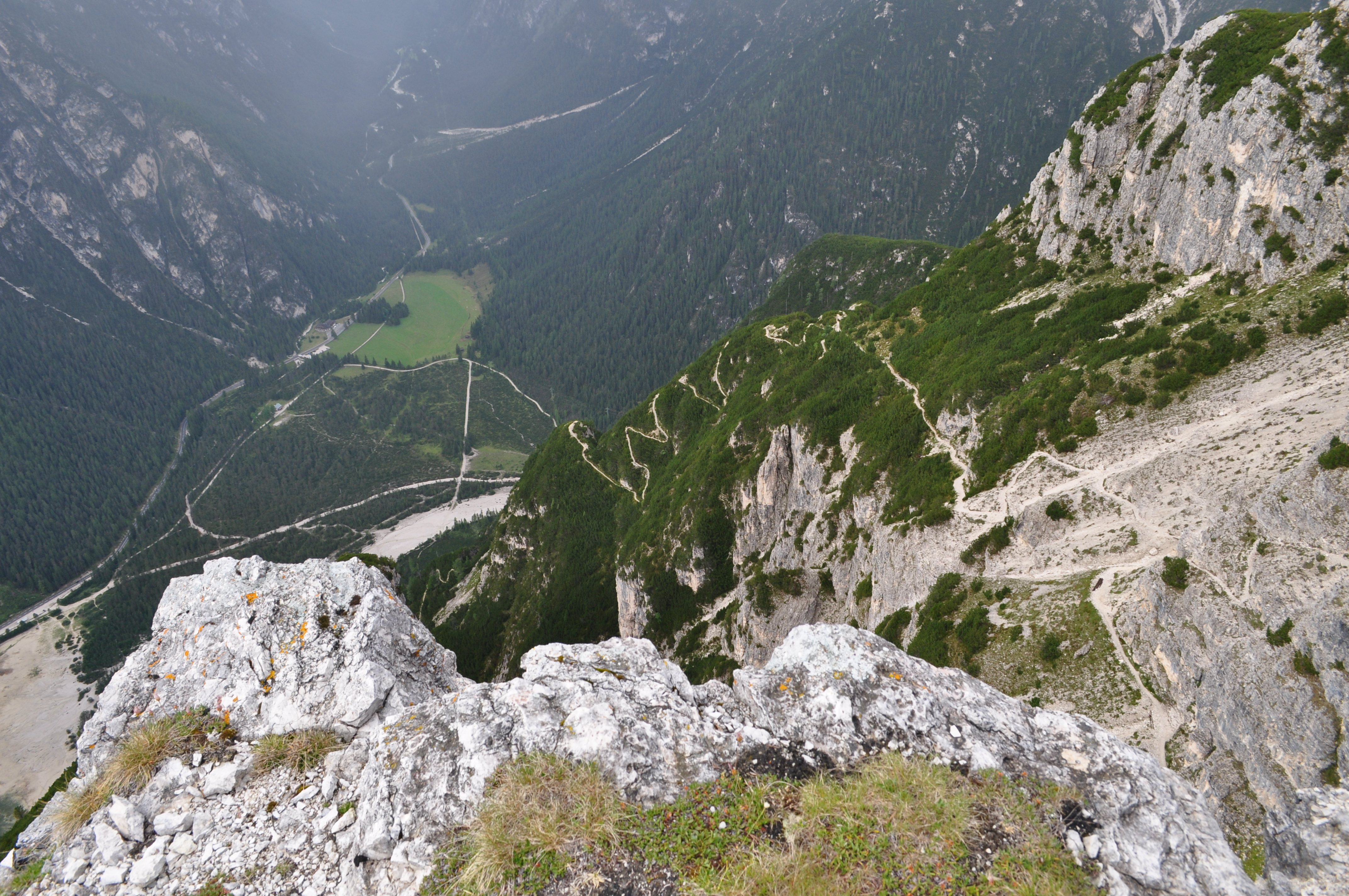
A Pionír-ösvény, alatta a Höhlenstein-völgy

Tapasztalt hegyjárók a nyugati, meredek sziklafalba vágott gyalogösvényeken is feljuthatnak a hegytetőre. A Pionír-ösvény (Pionierweg / Sentiero dei Pionieri) a Höhlenstein-völgyből, az egykori Höhlenstein (Landro) községből vezet fel az északi sziklafalon. Az út utolsó szakasza a Bilgeri vasalt mászóút, amelyen feljuthatunk a hegy legmagasabb pontjára, a Toblachi-kereszthez (Croce di Dobbiaco).
Egy másik út, a Turisták ösvénye (Touristensteig / Sentiero dei Turisti) délnyugati irányból, Schluderbach községből indul, a hegyet kettévágó Forcella dei Castrati szakadék nyugati bejáratához vezet, innen meredek ösvényeken, lövészárkokon keresztül jutunk a menedékházhoz. Van még egy mászóösvény, a Rinbianco völgyből, a Castrati szakadék keleti bejáratán keresztül. Egyik hegyi ösvény sem ajánlható kezdő, vagy tériszonyban szenvedő turistáknak.
A 3. sz. Dolomiti magasút (Höhenweg / Alta via) nyomvonala is keresztülvezet a Monte Pianán.

## Képgaléria

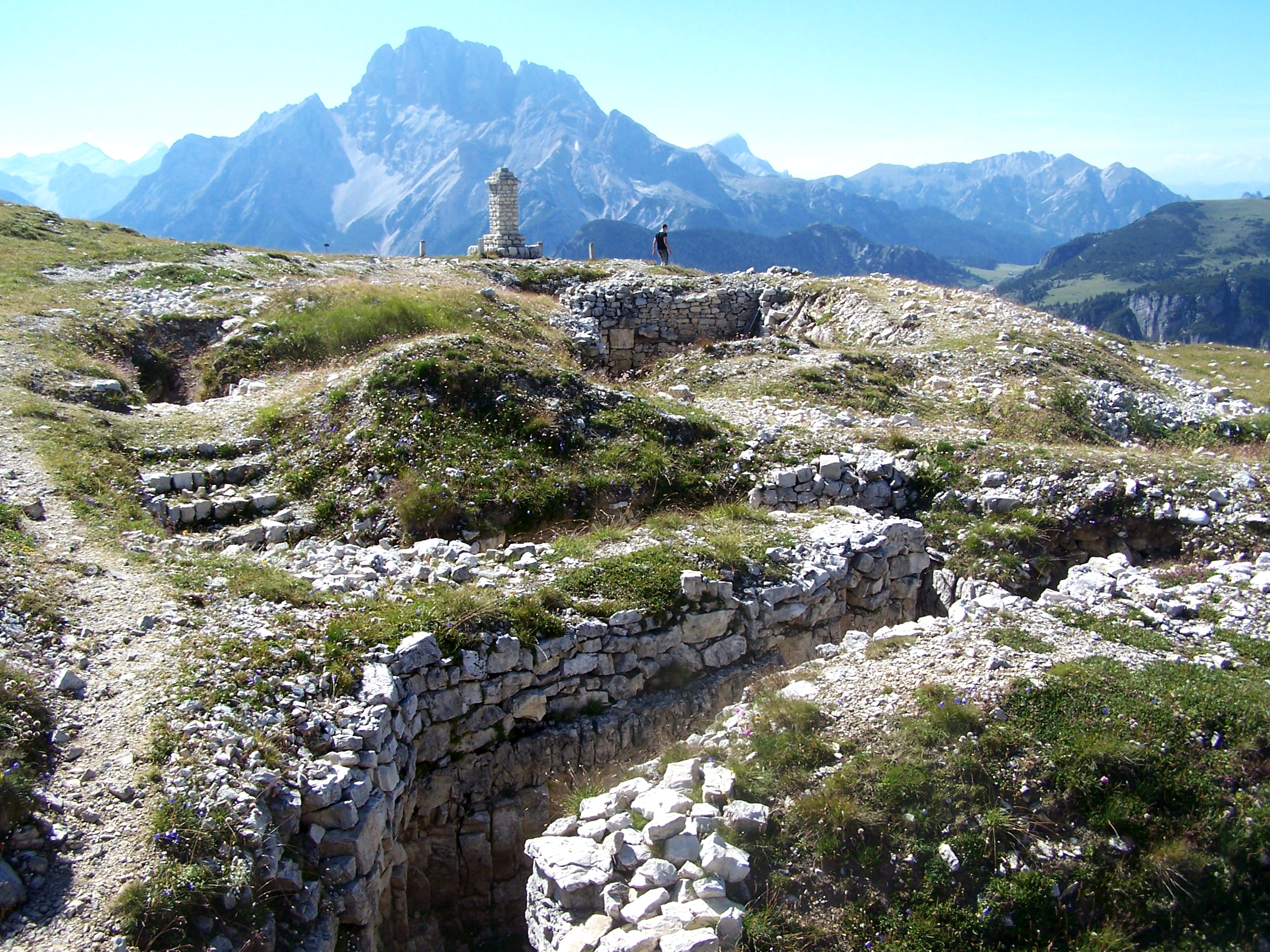
Emlékmű és kilátás a platóról nyugat felé (Dürrenstein)
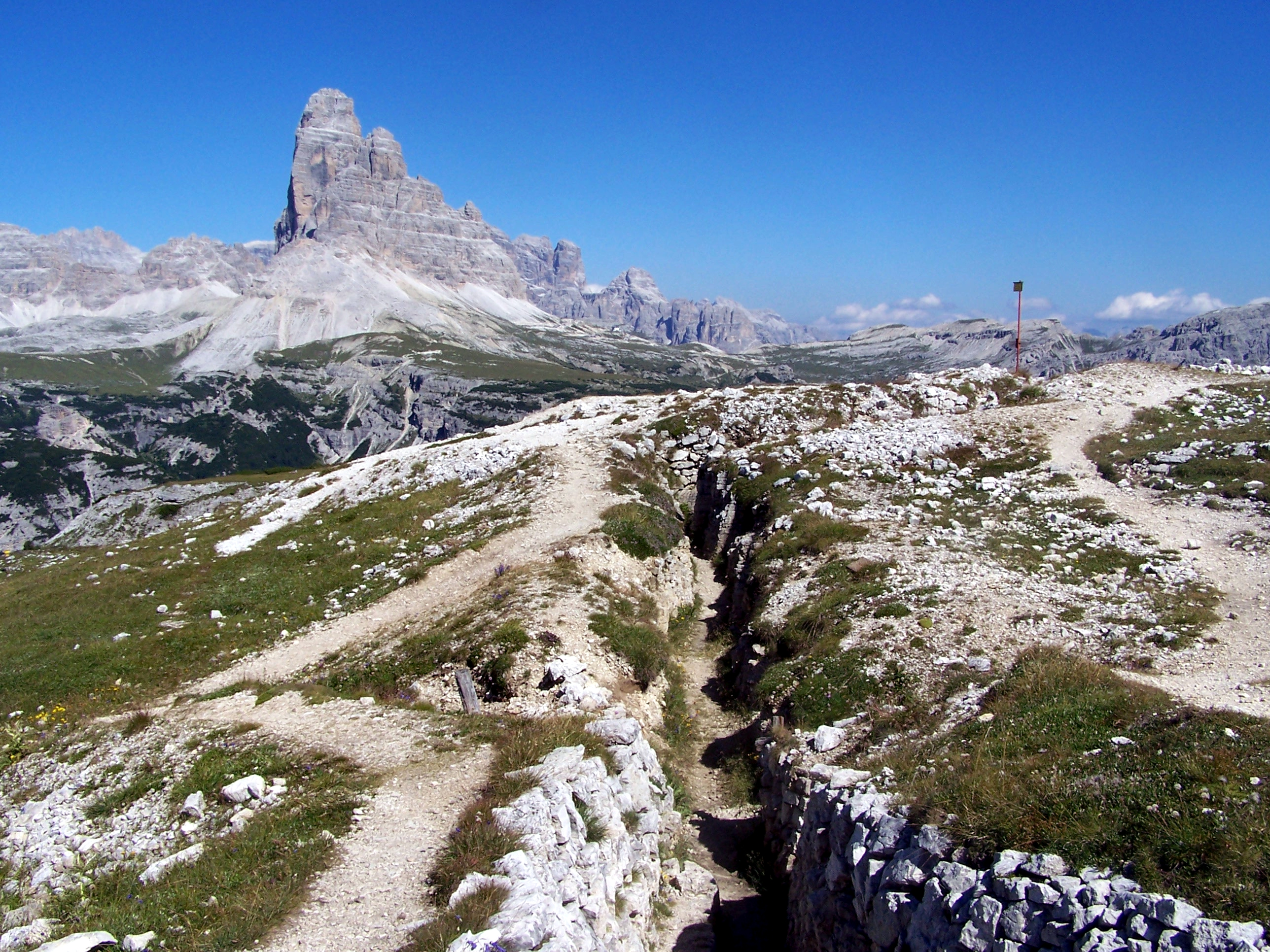
Kilátás a lövészárkokból kelet felé (a Drei Zinnen nyugati fala)
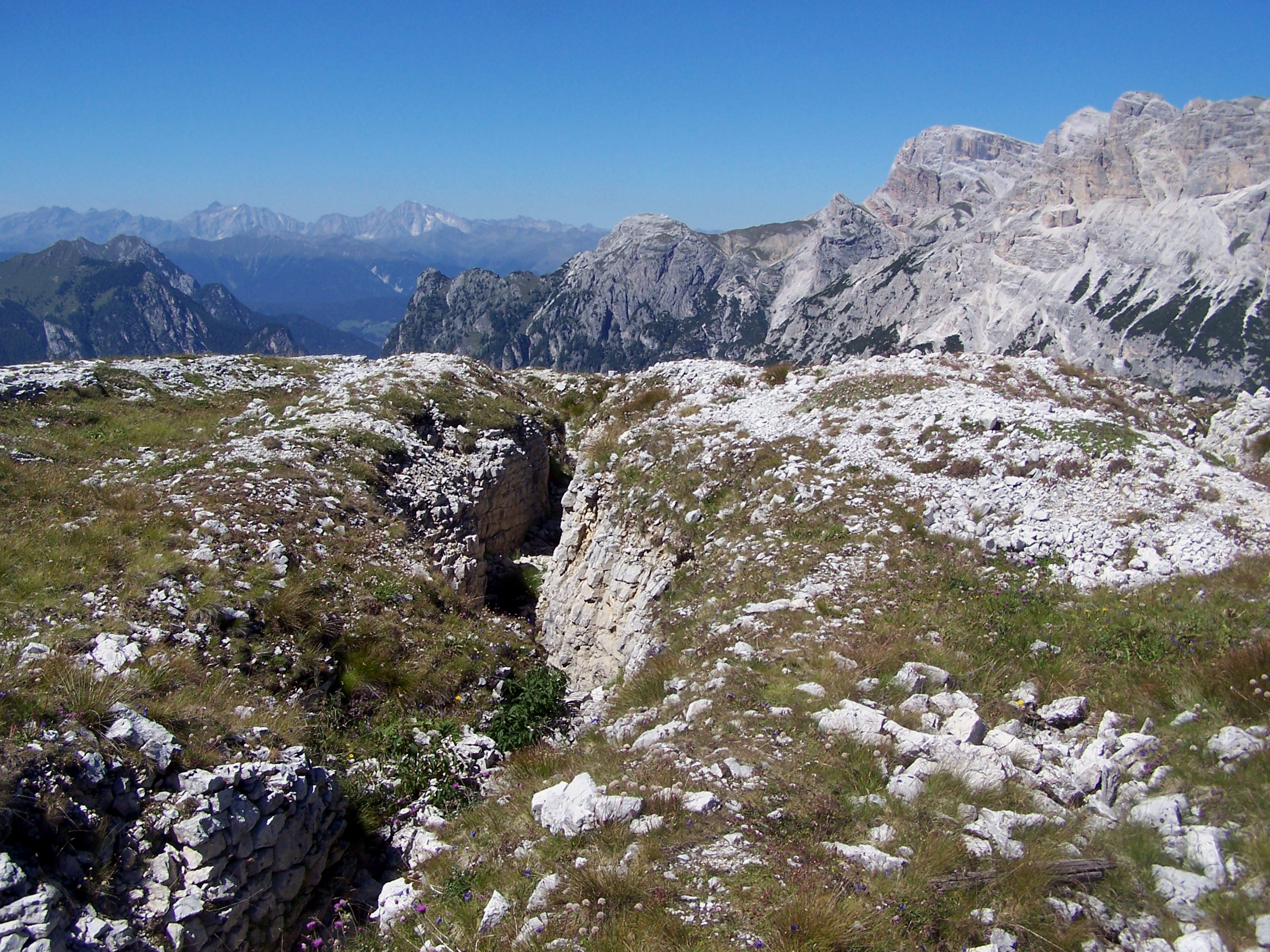
Kilátás a lövészárkokból észak felé (Höhlenstein-völgy, Alpok)
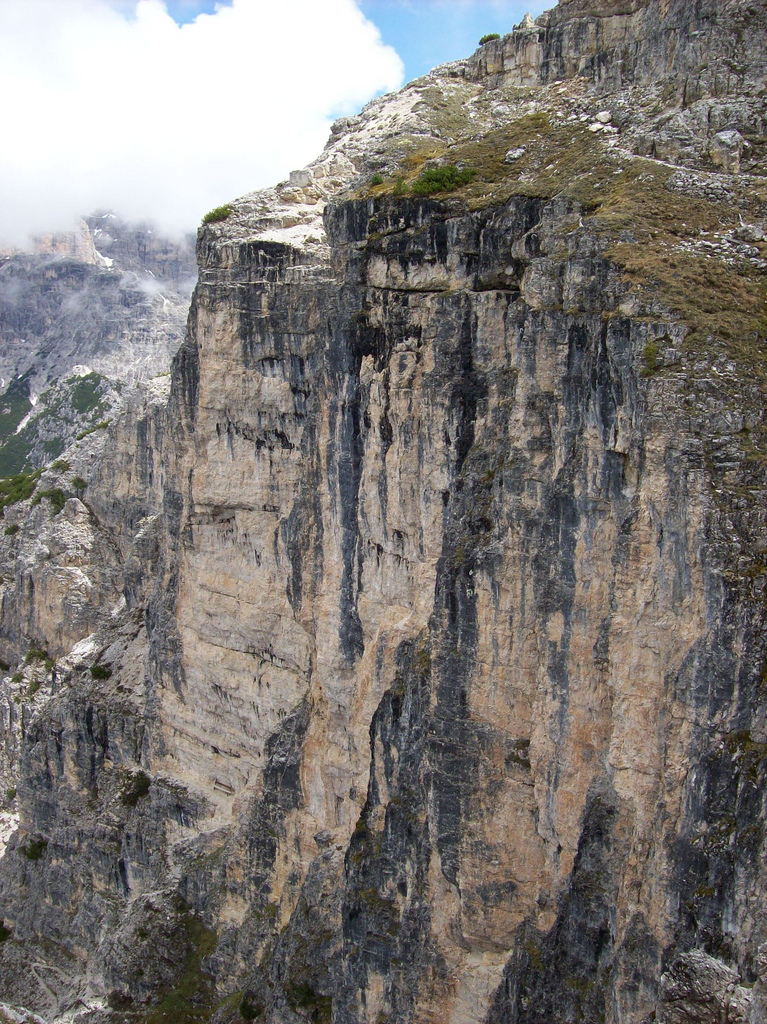
A Monte Piano meredek északi falai
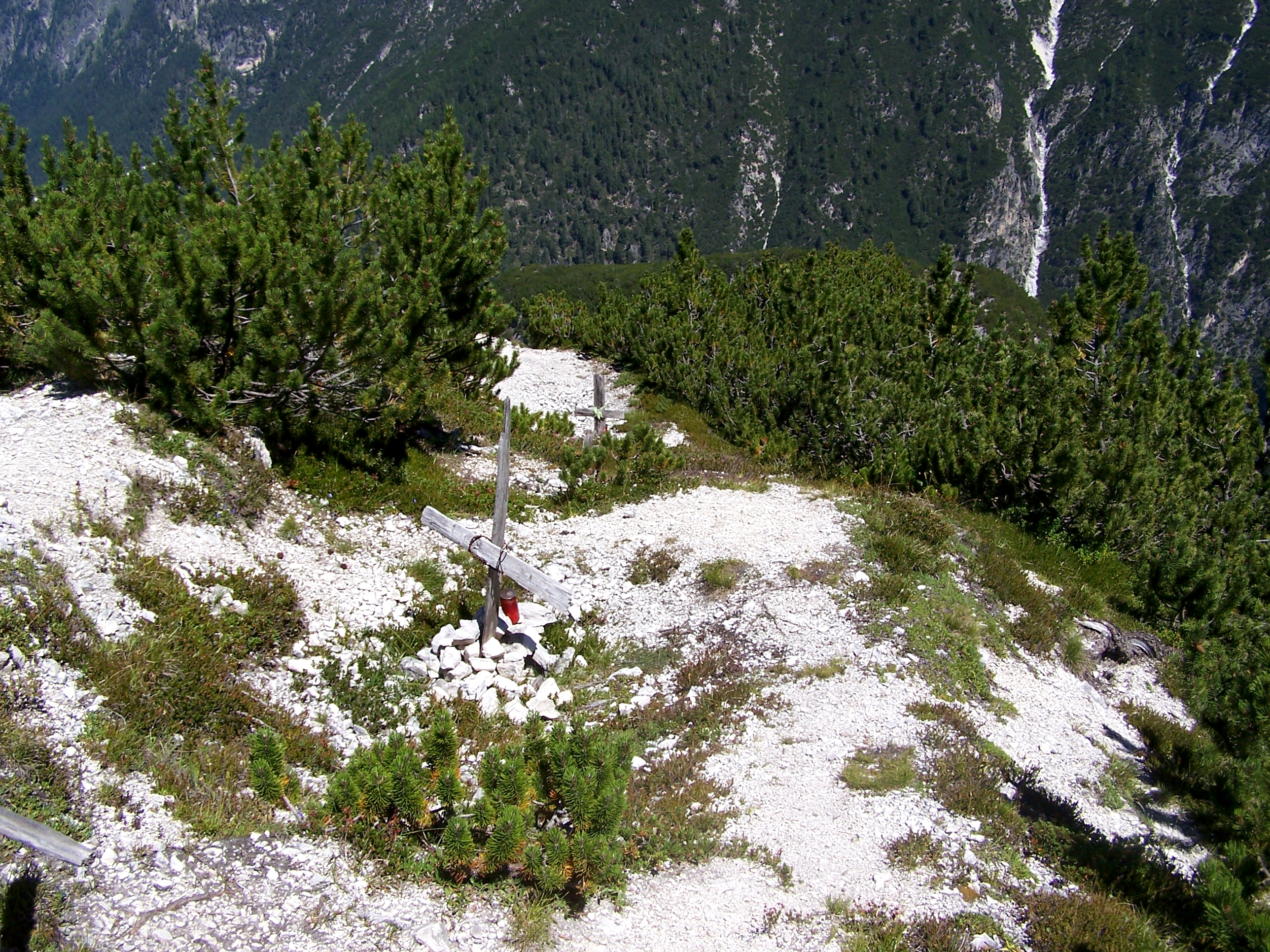
Osztrák katonasírok a Pionír-úton (Monte Piano)
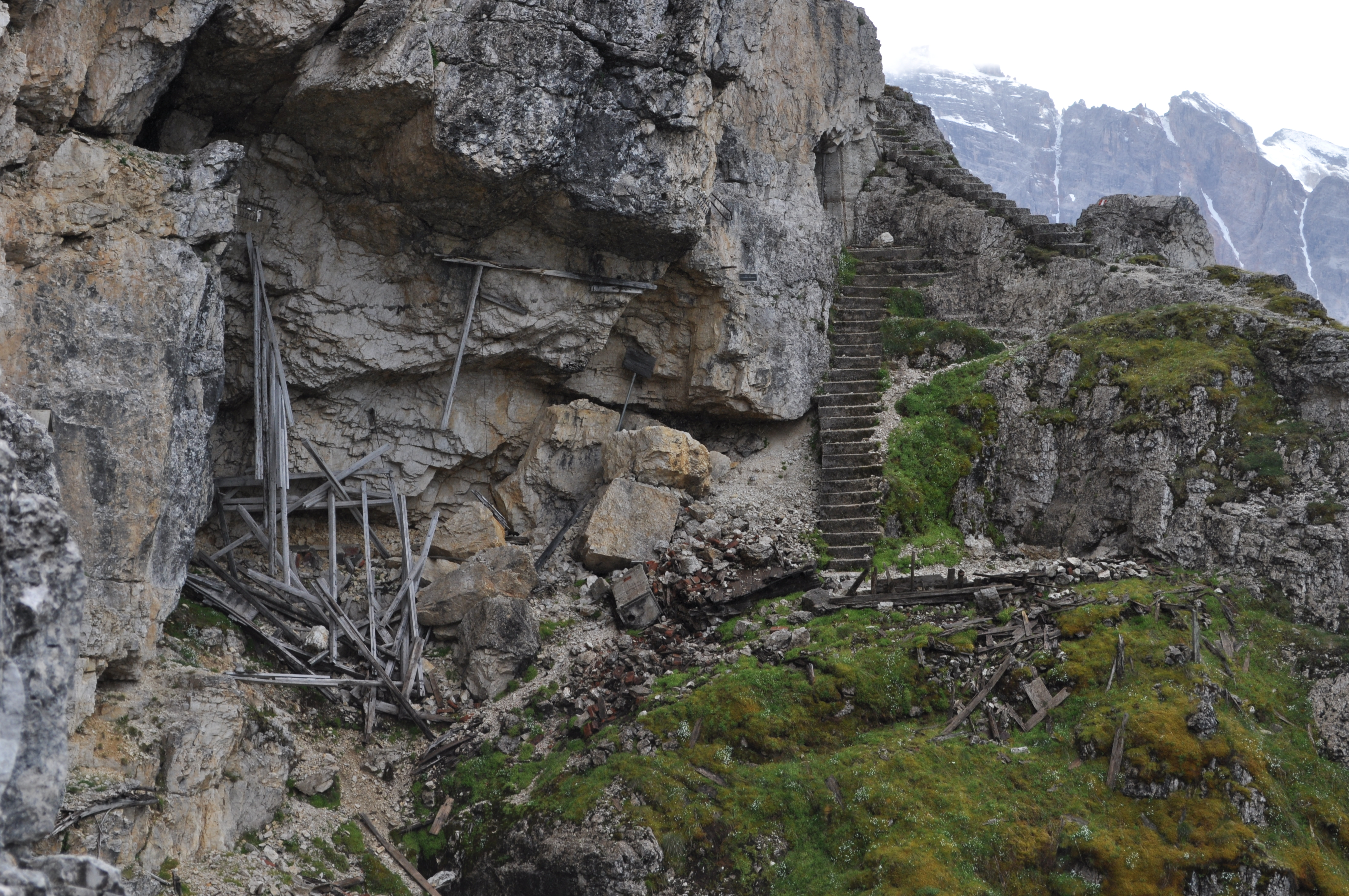
Osztrák barakkok maradványai a Monte Pianón (háttérben a Cristallo)